# لويس غوردون (موسيقي)
لويس غوردون (بالإنجليزية: Louis Gordon)‏ هو موسيقي بريطاني، ولد في 1965.

## وصلات خارجية
- الموقع الرسمي
- لويس غوردون على موقع ميوزك برينز (الإنجليزية)
- لويس غوردون على موقع أول ميوزيك (الإنجليزية)
- لويس غوردون على موقع ديسكوغز (الإنجليزية)